# قصر ثيبيليس
قصر سيبيليس (الذي كان يُعرف سابقًا باسم قصر الاتصالات أو قصر البريد) هو مُجمّع يتكوّن من مبنيين بواجهة بيضاء، يقعان في أحد مراكز مدريد التاريخية، إسبانيا. يرتفع القصر على جانب من ساحة سيبيليس في حي لوس خيرونيموس (تابع لمقاطعة ريتييرو)، ويشغل حوالي 30,000 متر مربع من المساحة التي كانت سابقًا جزءًا من حدائق بوين ريتيرو القديمة.
وقد أثار اختيار هذا الموقع بعض الجدل في ذلك الوقت، نظرًا لأنه حرم مدريد من مكان مخصص للترفيه.
وُضِع حجر الأساس للمبنى في عام 1907، وتم افتتاحه رسميًا في 14 مارس 1919، ليبدأ عمله كمركز حديث لتوزيع البريد، والتلغراف، والهاتف.
وبعد بعض التعديلات المعمارية على الواجهة الخارجية للمبنى — مثل التوسعة بطابقين باتجاه شارع وممر مونتالبان — بدأ في استضافة المقرات البلدية لمجلس بلدية مدريد أواخر عام 2007، بعد نقلها من كاسا دي لا بيا وكاسا دي ثيسنيروس، الواقعتين في ساحة لا بيا.
وشملت أعمال التجديد التي أُجريت على المبنى في بدايات القرن الحادي والعشرين أيضًا منطقة ثقافية تُعرف باسم "سينترو سينترو".
يُعد هذا المُجمّع، من وجهة النظر المعمارية الإسبانية، واحدًا من أوائل وأبرز الأمثلة على العمارة الحداثية التي شُيِّدت في قلب مدريد، وذلك بواجهته التي تستدعي الطراز النيو-بلاتريسكوي والباروك السلمانتيني. وقد صمّم المبنى، عبر مسابقة بلدية، المهندسان الإسبانيان الشابان أنطونيو بالاثيوس وخواكين أوتامندي ليكون مقرًا لـ«جمعية البريد والتلغراف في إسبانيا». وهما أيضًا من صمّما مشروعات جسر بلباو، وكازينو مدريد، وجسر سان سباستيان. وقد شكّل هذا العمل بداية المسيرة اللامعة لكلا المعماريَين. أمّا الزخارف الموجودة على الواجهة وفي الداخل، فقد أبدعها النحات الرومانسي أنخيل غارسيا دياث، الذي كان متعاونًا دائمًا مع أنطونيو بالاثيوس. وكان أحد أهداف التصميم يتمثل في إنشاء «مبنى مخصص للجمهور».
ومع مرور الوقت، وبفعل الاستخدام العادي للمباني، بدأت تظهر آثار التعديلات التي أُجريت عليها، مما استدعى تنفيذ إصلاحات جديدة لتحسين أنظمة الاتصالات. وهكذا أُجريت تعديلات على كلا المبنيين في عقد الستينيات من القرن العشرين، بإشراف أليخاندرو دي لا سوتا مارتينيث، كما أُجريت أعمال ترميم وإصلاحات أخرى بين عامي 1980 و1992 على يد أنطونيو دي سالا-نابارو وريفيرتر. وقد أدى تراجع استخدام البريد التقليدي في أواخر القرن العشرين إلى تدهور تدريجي في وظائف هذا المجمع المعماري، مما أفقده تدريجيًا مكانته. وفي عام 1993، أُعلِن القصر موقعًا ذا قيمة ثقافية، ضمن فئة "نُصُب". وفي مطلع القرن الحادي والعشرين، أُدمِج ضمن الممتلكات البلدية، وتحول إلى مركز ثقافي ومقر لبلدية مدريد.
بعد أن قرر الملك فيليبي الثاني تحويل مدريد إلى مركز إداري وسياسي للدولة، بدأت المدينة تشهد توسعًا مستمرًا في عدد سكانها وحجمها منذ القرن السابع عشر. في ذلك الوقت، كانت شارع ألكالا يبدأ من بوابة الشمس (Puerta del Sol) وينتهي عند ممر برادو، بالقرب من ساحة سيبيليس. ومع تزايد الكثافة السكانية في عهد الملك فرناندو السادس، جرى دعم تطوير شبكة البريد عبر إنشاء الدار الملكية للبريد، التي أسندت مهمة تصميمها إلى المعماري الإسباني فينتورا رودريغيث، ثم أعاد الملك كارلوس الثالث لاحقًا تكليف المعماري الفرنسي خايمي ماركيه بإتمام المشروع.
ظلّ المبنى يؤدي وظيفته كمقر رئيسي للبريد حتى شُيّد قصر الاتصالات، غير أن موقعه الحيوي وسط المدينة تسبب في ازدحام مروري شديد، مما استدعى إعادة تنظيم ساحة بوابة الشمس عام 1856، وتحويل المبنى لاحقًا إلى مقرٍّ لـ وزارة الحُكم.
وفي عام 1860، اعتمد وزير الأشغال العامة، كلاوديو مويانو، مشروعًا لتوسيع المدينة وضعه المهندس كارلوس ماريا دي كاسترو، ما أدى إلى تجاوز حدود مدريد القديمة. وخلال فترة الترميم الملكي (Restauración)، استمرّ شارعَا برادو وريكوليتوس في جذب المؤسسات الرفيعة والقصور الراقية. ومن أبرز الأمثلة على ذلك قصر بوينابيثتا، الذي أصبح لاحقًا مقر القيادة العامة للجيش، وقد صمّمه خوان بيدرو دي أرنال عام 1776 لصالح دوقات ألبا، بالإضافة إلى قصر مركيز دي ليناريس، الذي يحتضن اليوم بيت أمريكا (Casa de América).
كانت نافورة سيبيليس من أبرز معالم المنطقة آنذاك، وقد أُقيمت عام 1794 بتصميم من المهندس المعماري Ventura Rodríguez. وكانت الساحة المعروفة اليوم باسم "ساحة سيبيليس" تُعرف سابقًا باسم ساحة مدريد، ثم تغيّر اسمها لاحقًا إلى ساحة كاستيلار. وكانت حدائق بوين ريتيرو تمتد حتى جادة برادو، وكان يُطلق على الجزء المخصص منها للبناء الجديد "حدائق سان خوان". وكان المهندس خوسيه غراسيس رييرا قد وضع سابقًا عددًا من الدراسات لإعادة تنظيم المنطقة، ونشر أحد هذه المشاريع بالفعل. ومع افتتاح حدائق بوين ريتيرو سنة 1876، ومن ثم مضمار كاستيانا في 1878، بدأ المرور يتركز في ملتقى شارع ألكالا وجادة برادو. ومع مرور الوقت، أزيل مخزن الغلال الملكي (Real Pósito)، وشُيّد قصر ليناريس بين عامي 1873 و1900، كما هُدم قصر ألكانيثيس، المعروف بقصر دوق سيكستو، لإفساح المجال أمام بناء مقر بنك إسبانيا.
وفي 4 أبريل 1910، بدأت أعمال الهدم والإنشاء لتشييد المحور الطولي الجديد لمدينة مدريد، المعروف باسم "غران فيا"، والذي خُطط له أن يكون شريانًا يربط بين الشمال والجنوب، ليُخفف الضغط عن المحور القديم الذي كان يربط بين الشرق والغرب، والمتمثل في شارعي مايور وألكالا، وهي فكرة كان قد طرحها المعماري البونابرتي "سيلفستري بيريث" منذ عام 1810.
في أواخر القرن التاسع عشر تقريبًا: 
حتى بدايات القرن التاسع عشر، وبسبب وجود مخازن الغلال الملكية (Real Pósito)، كان هذا الجزء من الشارع يُعرف باسم "شارع الغلال"، وكان يضم مجمعًا صناعيًا يتكوّن من عدة مبانٍ.
وفي أواخر ذلك القرن، بدأت ساحة سيبيليس تبرز كمركز حيوي مزدحم في المدينة، مرشحة لتكون مقرًا للقوة الاقتصادية والمالية للعاصمة التي كانت تتشكل آنذاك.
أما ساحة بويرتا ديل سول فكانت تمثل في المقابل المركز الاجتماعي والسياسي.
وكان شارع "ألكالا" يقع بينهما بمثابة محور حضري يربط بين الطرفين.
وفي عام 1846، بفضل مبادرات من سياسيين مثل "ميسونيرو دي رومانوس" و"مينديثابال"، بدأت أعمال إصلاح في ممشى "ريكوْليتوس" من "البوابة الصغيرة" حتى نافورة سيبيليس، مما أسفر عن ترتيب واجهتين حضريتين أساسيتين هما: ممشى برادو، وشارع كاستيانا الذي كان قد بدأ في التكوّن آنذاك.
وكان المخطِّط الحضري "أنخل فرنانديث دي لوس ريوس" من بين من طالبوا بمنح ساحة سيبيليس مركزية جديدة بعيدة عن المركز التقليدي المتمثل في بويرتا ديل سول. واقترح لهذا الغرض نقل مقر وزارة الحرب وإخلاء قصر بوينافيستا.
وفي الوقت نفسه، أعد "خوسيه لويس أوريول" مشروعًا لإعادة تنظيم وسط مدريد يهدف إلى تخفيف الازدحام، واقترح فيه نقل مقر البلدية من ساحة فييا إلى ساحة مايور.
وفي عام 1891، صمّم المهندس المعماري "خوسيه لوبيث سالابييري" ساحة لسيبيليس تتضمن منصة مركزية توضع عليها تمثالٌ رمزي، على غرار ما هو موجود في ساحة نبتونو القريبة.
لكن نظرًا لضيق الوقت وعدم وجود تمثال جديد، تقرر في النهاية نقل نافورة سيبيليس القائمة بالفعل —من تصميم فينتورا رودريغيث— من أمام قصر بوينافيستا إلى المنصة المركزية الجديدة، وأضافوا إليها مجموعة نحتية خلفية لتكبيرها ومنحها طابعًا أكثر فخامة.
وقد أثار هذا النقل جدلًا كبيرًا، حيث عارضته جهات من بينها أكاديمية الفنون الجميلة في سان فرناندو، إلا أن القرار نُفذ في النهاية ونُقلت النافورة إلى موقعها الحالي.
استُؤجرت حدائق بوين ريتيرو لرجل الأعمال "خوسيه خيمينيث لاينيث"، الذي حوّلها إلى مكان للترفيه والتسلية لسكان مدريد في ذلك الوقت.
تولى المعماري الكاتالوني "خوسيه غراسيس رييرا" مهمة إعادة تصميم الحدائق، فصمّم مقهى-مطعم بجوار ممشى برادو، ومسرحًا-سيركًا، وكشكًا للفرق العسكرية، إضافة إلى العديد من وسائل الترفيه الأخرى.
افتُتح هذا الفضاء الترفيهي في ربيع عام 1894 واستمر في العمل لمدة عشر سنوات.
وفي 19 يوليو 1904، صادقت الكورتيس الإسبانية على قانون يقضي ببيع وتقسيم أراضي حدائق بوين ريتيرو، وفي اليوم التالي أُعلن عن مسابقة لبناء قصر البريد والاتصالات الجديد في الساحة التي كانت تُعرف حينها بساحة كاستيلار.
وقد تعرض قرار إغلاق الحدائق من أجل بناء قصر الاتصالات لانتقادات شديدة في ذلك العصر، إذ كان يُنظر إليه على أنه إلغاء لمساحة ترفيهية مهمة في المدينة.
كما ندّد "رامون غوميث دي لا سِرنا" باختفاء مقهى البريد (كافيه بوستال).
وكانت أولى عربات الترام في مدريد تمر عبر هذه الساحة، ومنها خطوط: سول-سيرانو وسول-هيبودرومو.
كُلّف المهندس البلدي "خوسيه أوريُوستي إي فيلادا" بوضع مخطط عمراني جديد للمنطقة ورسم شبكة الشوارع التي ستُقام فوق الحدائق، ومنها نشأت شوارع مونتالبان وفالينثويلا (شرق-غرب)، وألفونسو الحادي عشر ورويس دي ألاركون (شمال-جنوب).
احتفظت الدولة بجزء من الأراضي لبناء قصر البريد والاتصالات، ووزارة البحرية، ومدرسة الحرب البحرية، ومخزن الصيد، ومديرية اليانصيب الوطنية، بينما سُلِّم ما تبقى إلى بلدية مدريد.
تولى المعماريان "خوسيه لوبيث سالابييري" و"إسحق رودريغيث أبيال" تشييد المباني السكنية الفاخرة في المنطقة.
وفي 16 يونيو 1924، بدأت أعمال حفر الخط الثاني من مترو مدريد (فينتاس - سول) التابع لشركة ألفونسو الثالث عشر تحت ساحة كاستيلار، وتم فتح مخرجين للركاب في الساحة.
التطورات التي شهدها مجال الاتصالات في أواخر القرن التاسع عشر: 
شهد البريد في إسبانيا ازدهارًا مستمرًا من ثلاثينيات القرن التاسع عشر وحتى نهاية القرن العشرين، حيث تحوّل من خدمة تحت إدارة الدولة إلى خدمة عامة. إدخال الطابع البريدي في عام 1850، مع انخفاض تكاليف الخدمة تدريجيًا، جعل البريد وسيلة تواصل متاحة لشرائح أكبر من السكان. ومن خلال التوزيع اليومي، والذي أصبح ممكنًا بفضل تطوير شبكة السكك الحديدية، أصبح البريد وسيلة فعالة ومحبوبة بين الناس. وقد ساهمت شركة سكك حديد مدريد – سرقسطة – أليكانتي (MZA) في تحسين هذا المجال، حتى أصبحت تنافس أنظمة البريد التقليدية.
تم بناء محطة "مديوديا" لتسهيل حركة المسافرين ونقل البريد، بينما بدأت مكاتب البريد القديمة قرب "بويرتا ديل سول" تصبح غير مناسبة مع التطورات الجديدة.
ومع تطور وسائل الاتصال، زاد عدد المستخدمين للبريد. ففي الفترة بين 1868 و1877، كانت تُرسل حوالي 3.5 مليون رسالة سنويًا، بينما وصلت في نهاية القرن إلى 80 مليون رسالة، وتجاوزت 100 مليون مع بداية القرن العشرين. رغم ذلك، ظل هذا النمو أبطأ مقارنة بدول أوروبية أخرى بسبب ارتفاع نسبة الأمية، ما قلل من استخدام وسائل الاتصال المكتوبة.
وفي عام 1909، صدر قانون لإصلاح خدمات البريد والبرق، وتم من خلاله إنشاء "صندوق البريد للتوفير" وإدخال نظام الحوالات البريدية. وفي 1919 ظهر أول خط للبريد الجوي بإدارة شركة فرنسية، قبل أن ينتقل لاحقًا إلى إدارة شركة إسبانية.
أما بخصوص التلغراف، فقد بدأ استخدامه في إسبانيا منتصف القرن التاسع عشر، متأخرًا مقارنة بجيرانها الأوروبيين، رغم أن المهندس "أغوستين دي بيتانكور" قد طوّر التلغراف البصري منذ عام 1800. لكن الحرب لم تساعد على انتشاره، ولم يُستخدم فعليًا إلا في أربعينيات القرن. وبدأ بناء شبكة التلغراف بشكل نجمي من مدريد. وفي 1863، امتدت الشبكة إلى 10 آلاف كيلومتر و200 محطة تقريبًا، ما جعل مدريد متصلة بجميع عواصم الأقاليم. وفي عام 1905، ظهرت بوادر التلغراف اللاسلكي. ثم بدأت الدولة في تجديد الشبكة لجعلها أكثر كفاءة. ورغم أن الدولة كانت المستخدم الأكبر، إلا أن البرجوازية المالية والتجارية بدأت تعتمد عليه بشكل كبير في بدايات القرن العشرين.
في عام 1924، تم تأسيس شركة الاتصالات الوطنية CTNE، واحتكرت خدمات الاتصال في إسبانيا. اشترت الشركة شبكات التلغراف وبدأت تطويرها إلى شبكة مترابطة أكثر تطورًا، مع اعتماد تقنيات حديثة مثل "رمز بودو" ثم "التليبرنتر". وهكذا بدأ الدمج بين خدمات البريد والبرق والهاتف.
ومع بداية مرحلة التطور التكنولوجي، تم افتتاح قصر الاتصالات في مدريد. لكن مع صعود الهاتف، تم تشييد مبنى "تليفونيكا" – أول ناطحة سحاب في مدريد – بين 1926 و1929 في بداية شارع "غران فيا". وفي نفس الفترة تقريبًا، تم الانتهاء من بناء "قصر الصحافة" في ميدان كاياو.
مسابقة عامة: تصميم المبنى: 
في 19 أغسطس 1904، وافقت الكورتيس على مشروع إنشاء مبنى جديد للبريد في قطعة الأرض الواقعة عند تقاطع شارع "ألكالا" مع "باسيّو ديل برادو". ونصّ المرسوم الملكي على تمويل المرحلة الأولى من الأعمال من خلال بيع عدد من العقارات وسط المدينة. وفي اليوم التالي، تم الإعلان عن مسابقة عامة لتقديم المشاريع.
نصّت شروط المسابقة على ضرورة أن يضم المبنى ثلاثة خدمات أساسية: البريد، التلغراف، والهاتف، وهو نموذج تم تجريبه سابقًا في الولايات المتحدة. كما تم التوجيه بتحويل جزء من شارع "ألركون" الذي يفصل بين قطعتَي الأرض إلى ممر، وأن لا يتجاوز المبنى خمسة طوابق. وطُلِب أن تتناغم الواجهات المُطلة على شارع "ألكالا"، و"باسيّو ديل برادو"، و"ساحة كاستيلار" مع الطابع المعماري للمنطقة.
في نوفمبر 1904، أُغلق باب التقديم، وتسلّمت اللجنة ثلاثة مشاريع فقط:
مشروع "لوبيث بلانكو" و"مونتيسينوس"، ووُصف بأنه ذو طابع قديم.
مشروع "كاراسكو" و"سالدانيا"، واتسم بطراز فرنسي (أسلوب لويس الخامس عشر).
مشروع "بالاثيوس" و"أوتاميندي"، الذي اختارته الأكاديمية الملكية للفنون الجميلة بالإجماع في اجتماعها يوم 13 نوفمبر.
رأت اللجنة أن مشروع "لوبيث بلانكو" و"مونتيسينوس" لم يُحسن تنظيم الخدمات، وأن مشروع "كاراسكو" و"سالدانيا" أهمل راحة الجمهور، رغم جودة تصميم واجهاته. أما مشروع "بالاثيوس-أوتاميندي"، فرغم أنه غير مكتمل ويفتقر إلى التفاصيل الفنية، فقد تم اعتباره تصميمًا عبقريًا قابلًا للتطوير، ويتميز بتوزيع فعّال للخدمات وراحة للمستخدمين. واشترطت اللجنة أن يقوم المهندسون باستكمال المشروع وتعديله خلال شهر واحد.
يُذكر أن المشاريع الثلاثة تجاوزت الميزانية المحددة، إلا أن مشروع "بالاثيوس-أوتاميندي" كان الأقل تكلفة.
وقد وُصف تصميم "بالاثيوس-أوتاميندي" في تلك الفترة بأنه جريء ولا ينسجم تمامًا مع الطابع الكلاسيكي السائد في "باسيّو ديل برادو"، كما أُثيرت ملاحظات حول قلة خبرة المصممين، خاصة أن "بالاثيوس" كان قد تخرّج قبل أربع سنوات فقط.
دمج التصميم مراكز البريد، التلغراف، والهاتف، وربطها بمبنى الإدارة العامة عبر ممرات علوية. وكان من المقرر أن يكون المدخل الرئيسي من جهة "ساحة سيبيليس" عبر سلّم واسع.
ويُلاحظ في المخطط الأصلي لسنة 1904 انطلاق أسلاك نحاسية من البرج المركزي، لكنها لم تُنفّذ في النهاية بسبب تطور التقنية آنذاك واعتماد التوصيلات الأرضية، فتم الإبقاء على مواقعها لأغراض زخرفية فقط، ولا تزال مرئية حتى اليوم.
يفضي المدخل الرئيسي إلى "الردهة الكبرى"، وهي بهو واسع في مركز المبنى، استُلهم تصميمه من "قصر الكريستال" في حديقة "الريتيرو"، تكريمًا لأستاذ المعماري "ريكاردو فيلاثكيث بوسكو".
وقد تم توزيع الخدمات الثلاث داخل هذا البهو الرئيسي بطريقة شعاعية ثلاثية الأذرع، تنطلق من القبة المركزية المضاءة بنور طبيعي من النوافذ الخارجية، ما وفّر بيئة عمل مريحة واقتصادية.
توزعت الخدمات كالآتي: خدمة البريد إلى اليمين، التلغراف في المنتصف، والهاتف إلى اليسار، وكلها كانت متاحة داخل نفس المساحة.
يتكوّن المبنى من بنائين مفصولين بممر "ألركون" (الذي أصبح الآن مغطى بقباب زجاجية). المبنى المُطل على "ساحة سيبيليس" يضم مراكز البريد، التلغراف، والهاتف، أما المبنى الآخر خلف الممر فهو مخصص للإدارة العامة.
تم تخصيص مكان للبريد الشخصي في قسم يقع يمين مبنى البريد الرئيسي، خلف رواق. كما شملت المنشأة "قاعة البريد" أو ما سُمِّي بـ"قاعة المعركة"، التي كانت تتسع لـ400 ساعي بريد. واحتوى ممر "ألركون" على مواقف لشاحنات التوزيع.
وقد سُمح باستخدام خدمات التلغراف على مدار 24 ساعة بفضل بنيته الإشعاعية، في حين احتوت منطقة الهاتف العمومي على 12 كابينة توفّر الخصوصية والعزل.
أما إدارة التلغراف فكانت تقع في شارع "ألكالا"، وإدارة البريد في "باسيّو ديل برادو". وقد تضمّن التصميم ابتكارات تقنية متقدمة لزمنه، مثل نظام تدفئة بالبخار منخفض الضغط، وأنظمة تهوية طبيعية.
الإنشاء: عملية طويلة
استغرق بناء المبنى اثني عشر عامًا ليكتمل سقفه. وخلال هذه الفترة، واجه المشروع العديد من التأخيرات، والشكوك، والخلافات. تمت الموافقة على المشروع في عام 1905، وبدأت أعمال البناء في 1907، وتم افتتاحه رسميًا عام 1919.
تعرقلت بداية الأعمال وتأخرت لعدة سنوات بعد المسابقة، بسبب المقاومة والصراعات السياسية في ذلك الوقت، بالإضافة إلى حالة عدم الاستقرار السياسي والتجاذبات المرتبطة بتبادل الأراضي البلدية. حتى إن غرفة التجارة في مدريد طالبت بإلغاء المشروع وفتح مسابقة جديدة.
خلال حكم الحزب الليبرالي، توقفت الأعمال لمدة عامين، لكن مع وصول الحزب المحافظ إلى الحكم، تم استئناف المشروع الخاص بـ"البيت الجديد للبريد".
وخلال هذه المرحلة، شارك الثنائي المعماري بالاثيوس وأوتاميندي في مشاريع أخرى بالعاصمة، مثل مستشفى ماوديس في حي "كواترو كامينوس" عام 1908، والمقر الرئيسي لبنك "ريو دي لا بلاتا" في شارع ألكالا عام 1910.
في 12 سبتمبر 1907، تم إعطاء الإذن الرسمي لبدء البناء، وأسندت الأعمال إلى شركة Toran y Harguindey. وقد تولّى المهندس أنخيل تشويكا ساينث حسابات الهياكل المعدنية، وهو والد المعماري الشهير فرناندو تشويكا غويتيا.
بسبب ضخامته، أطلق الناس على المشروع ساخرًا اسم "سيدة الاتصالات".
في عام 1916 بدأ تقديم خدمات صندوق التوفير البريدي، رغم أن المبنى لم يكتمل نهائيًا حتى عام 1918. وقد تكدست المواد اللازمة للبناء في Paseo del Prado، حيث تطلب الأمر من 1500 إلى 2000 طن من الحديد، و7000 متر مكعب من الحجارة، وكميات هائلة من الطوب.
قاد فريق الفنانين والحرفيين النحات أنخيل غارسيا، وكان من بينهم الخزّاف دانييل ثولواغا الذي انسحب لاحقًا، فتولّت شركة الخزف "مانويل راموس رِخانو" من إشبيلية مسؤولية الزخارف الداخلية.
بحلول عام 1916، كانت معظم الواجهات قد اكتملت وأصبحت واضحة للمارة. وأعلنت الصحف في ذلك الوقت عن زيارة كل من فرانكوس رودريغيث (مدير عام الاتصالات) وسانتياغو ألبا (وزير الداخلية).
بين عامي 1916 و1918، انتهت أعمال التشطيب الداخلي، وبلغت التكلفة النهائية للمبنى اثني عشر مليون بيزيتا، أي ما يقارب ثلاثة أضعاف الميزانية الأصلية.
الافتتاح والبداية: 
في ظهيرة يوم 14 مارس عام 1919، وبعد اثني عشر عامًا من أعمال البناء، تم افتتاح ما يُعرف رسميًا بـ"كاتدرائية الاتصالات". حضر الاحتفال الزوجان الملكيان: ألفونسو الثالث عشر وزوجته فيكتوريا أوجينيا، برفقة عدد من أعضاء الحكومة. استغرقت الزيارة ساعتين.
في تلك اللحظة، كان القصر يُعتبر رمزًا للتقدم والحداثة الوطنية، وكانت تيارات التجديد (الريخينيراسيونيسمو) تترسخ في الأوساط المختلفة، وكذلك بين بعض المثقفين في ذلك العصر. أصبح القصر المركز العصبي للاتصالات البريدية في مدريد في مطلع القرن العشرين. وبعد عام واحد فقط من وجوده، أصبح المقر الدولي للاتحاد البريدي العالمي (UPU).
وكانت إحدى أولى وظائف القصر هي تنظيم حركة البريد. وفي عشرينيات القرن الماضي، امتلأت ساحة كانوفاس بالنخيل.
في سنة 1927، تمت الموافقة على بناء الجزء الخلفي من واجهة مبنى بنك إسبانيا المطلة على شارع ألكالا، وتم هدم البيوت-القصور المعروفة باسم "سانتاماركا". أصبحت ساحة سيبيليس مركزًا لأحداث سياسية كبرى، مثل الاحتفال بإعلان الجمهورية الثانية في 14 أبريل 1931، حيث رُفعت الراية الجمهورية على واجهة قصر الاتصالات.
بدأت أولى أعمال التعديل، وأضافوا طابقين جديدين على مبنى الإدارة.
ورغم أن المبنى يقع في منطقة حيوية، إلا أنه لم يتضرر كثيرًا من القصف الذي ضرب مدريد خلال الحرب الأهلية. فقط تعرض لبعض طلقات الرصاص على واجهته البيضاء، ولا تزال آثارها ظاهرة حتى الآن. هذه الآثار تعود لأحداث الأيام الأخيرة من الحرب، بداية مارس 1939، بسبب تمرد كاسادو ضد حكومة نيغرين.
في ذلك الوقت، أنشأ ما يُعرف بـ"مجلس الدفاع"، وتم وضع مدفعية في ساحة سيبيليس. القصر نفسه كان جزءًا من معركة حدثت يومي 8 و9 مارس، حيث سيطرت القوات الشيوعية لساعات على قصر الاتصالات، بينما كانت قوات كاسادو تدافع عن وزارة البحرية، وزارة الحرب، وبنك إسبانيا.
وفيما بعد، سيُشار إلى هذه المنطقة كبداية شارع "غران فيا".
بداية تراجع استخدامه البريدي: 
ظلّ قسم التلغراف في ازدهار داخل إسبانيا حتى سنة 1987، وخلال تلك الفترة خضع المبنى لبعض أعمال الترميم، منها تجديد لونه الأبيض في 1994. لكن ابتداءً من هذا العام بدأ النشاط في التراجع تدريجيًا، حتى وصل في 2005 إلى مجرد خدمة رمزية لا يستخدمها سوى أقل من 500 شخص.
في عام 1996، تم تنفيذ أول ترميم حقيقي للواجهة، وتولت العمل المهندسة المعمارية بلين إيسلا أيّوسو. وبعد توقيع بروتوكول تعاون بين بلدية مدريد ووزارة المالية سنة 2003، بدأ العمل على تحويل المبنى، وذلك ضمن خطة لإعادة توزيع استخدام بعض المباني الحكومية. وقتها، كانت إدارات بلدية مدريد موزعة بين "كاسا دي لا بيا" و"كاسا دي ثيسنيروس"، الموجودتين في بلازا دي لا بيا.
مسيرته كمقر للبلدية/مركز ثقافي: 
في بداية القرن الحادي والعشرين، تحوَّل قصر الاتصالات إلى المقر الجديد لبلدية مدريد، وتغيّر اسمه إلى "قصر سيبيليس".
في عام 2003، تم تعديل بعض أجزاء المبنى، مثل قاعة توزيع الرسائل التي أصبحت قاعة الجلسات الرسمية.
وبعد تبادل أراضٍ بين البلدية ووزارة المالية، استمرت أعمال الترميم الداخلي ست سنوات، وتولّى تنفيذها أربعة معماريين تم اختيارهم في مسابقة عامة.
في 5 نوفمبر 2007، أصبح المبنى مقر العمدة رسميًا، وكان أول من شغل المنصب فيه هو ألبرتو رويث-غاياردون.
في الطابق الرابع توجد غرفة العمدة، وقاعة التنصيب، وغرفة اجتماعات الحكومة.
وفي 29 نوفمبر 2011، تم افتتاح قاعة الجلسات بحضور الملك خوان كارلوس والعمدة. وفي اليوم التالي عُقد أول اجتماع رسمي.
في 27 مارس 2011، انتهت الأعمال وتم فتح بعض أجزاء المبنى للزيارة العامة حتى 27 يوليو.
أصبح بإمكان الناس زيارة البرج الرئيسي الذي يبلغ ارتفاعه حوالي 40 مترًا.
وفي الفناء الداخلي تم إنشاء منطقتين لخدمة المواطنين ولقراءة الكتب، من تصميم بيدرو فيدوتشي.
كما أُنشئ داخل المبنى مركز ثقافي كبير بمساحة 30 ألف متر مربع يُستخدم للمعارض والحفلات، ويضم قاعتين عرض وقاعة محاضرات تتسع لـ 262 شخصًا.
أول معرضين أُقيما كانا: معرض صور بعنوان "السكان والمارة"، ومعرض خاص يشرح مراحل ترميم القصر وتطويره.
يتميّز المبنى بواجهته البيضاء المميزة نتيجة استخدام حجر نوفيلدا، وهو من الصخور الكربوناتية من نوع البيوكالكرينيت، ويُستخرج من منطقة فينالوبو الأوسط (أليكانتي). يتكوّن المبنى من خمسة طوابق. ويقع القصر في حيّ تحيط به من الشمال شارع ألكالا، ومن الجنوب شارع مونتالبان، ومن الشرق شارع ألفونسو الثاني عشر، ومن الغرب ممشى برادو.
الطراز المعماري: 
استُخدمت هذه الحجارة في العديد من المعالم في مدريد وفالنسيا وأليكانتي. ويتميّز المبنى بطراز فني خاص من ابتكار المهندسين المعماريين، واللذَين سيقومان لاحقًا بتطوير هذا الأسلوب في "مستشفى العمال في ماوديس". وقد استمدّا هذا الطراز من مصادر متعددة اندمجت في تصميم متماسك، منها الطراز القوطي الجديد، وخاصة أعمال فيوليه لودوك، وكذلك المبادئ البنيوية الصادقة واستخدام المواد الظاهرة كما في أعمال المهندسين المعماريين مثل غوستاف إيفل وأوتو فاغنر، إلى جانب شغف أنطونيو بالاثيوس بالأساليب الإقليمية الإسبانية، وعلى وجه الخصوص الطراز القوطي المتأخر وأعمال رودريغو خيل دي هونتانيو. وقد منح هذا الأسلوب المعماري الذي تبنّاه بالاثيوس في تصميم المبنى مكانة تخوّله التنافس مع كبار المعماريين في حركة الحداثة الكتالونية آنذاك. كما يظهر في عمل بالاثيوس وأوتامنيدي تأثير واضح من "الانفصال النمساوي" (Secesión).
أما داخل المبنى، فقد صُمّم بوصفه "عملاً فنياً متكاملاً"، حيث يشكّل كل تفصيل فيه، من المصابيح إلى المناضد في قاعة العمليات وحتى نظام التهوية، جزءًا من كيان فني موحّد يخدم وظيفته كمبنى للبريد. وكان بالاثيوس وأوتامنيدي على وعيٍ بأهمية الموقع الذي يشغله المبنى في المدينة، ورأوا فيه رمزًا لتحوّل مدريد من مدينة إقليمية إلى حاضرة كبرى عالمية. واستلهما تصميمهما من "قصر مونتيري" في سلامنكا ومن الطراز البلاترسيكي، تحديدًا الشكل الجديد منه (النيوبلاترسيكو).
الواجهة: 
الواجهة تتميز بعدة خصائص من الطراز المعماري الضخم الذي اشتهر به أنطونيو بالاثيوس. فقد استخدم في تصميمها أسلوب دمج المنظورات المخروطية المتتالية التي يدركها المارّ العابر في الشارع أثناء سيره، ولهذا السبب أخذ بالاثيوس في الحسبان إدراك المواطن للواجهة عند تصميمها وتنظيمها، وكذلك تقسيم جدرانها. وهكذا تكيّف الشكل المقوّس للواجهة مع متطلبات ساحة سيبيليس. أما الطراز العام فيجمع بين الطابع المعماري الضخم الأميركي وبعض العناصر الإسبانية.
يوجد في الواجهة برجان جانبيان على الطرفين، وبرج مركزي ضخم يبلغ ارتفاعه سبعين مترًا عن سطح الأرض، وتوجد في هذا البرج المركزي كرة ضخمة تمثل ساعة كهربائية يبلغ قطرها حوالي ثلاثة أمتار وتضيء ليلًا (لتكون بديلًا رسميًا لساعة بويرتا ديل سول). وبين البرج المركزي والجانبيين تنتشر العديد من القمم المزخرفة (صُممت في الأصل لحمل أسلاك التلغراف). أما العناصر النحتية والزخرفية الكثيرة في الواجهة فهي من تنفيذ النحات أنخيل غارسيا دياث، وهو من المتعاونين الدائمين مع بالاثيوس وأوتاميندي. كثير من تفاصيل الواجهة مستوحاة من طراز "الانفصال النمساوي" المعروف باسم Secessionsstil. وتظهر التأثيرات الفيينية في عناصر مثل تصاميم اللوحات الزخرفية الفارغة المحاطة بأكاليل وزخارف، والنوافذ ذات الجذور الكلاسيكية، والميل الواضح نحو التبسيط الهندسي في الزخارف.
ويُعتقد شعبيًا أن العديد من الدروع الفارغة على الواجهة كانت مقصودة لتمثيل محافظات إسبانيا. وتزداد كثافة التفاصيل الزخرفية كلما ارتفعت نحو الأعلى، مما يدفع المشاهد للنظر للأعلى. تحتوي الواجهة على بعض الرموز الرمزية التي تذكّر بالماسونية، مثل النجوم والرمان والفرسان بسيوفهم. وتظهر على قوس المدخل الرئيسي شخصية أنثوية بجسم نصف نباتي، وهو نمط مألوف في أسلوب plateresco المليء بالكائنات والوحوش المتخيلة. وقد أطلق عليها الناس في ذلك العصر لقب "الشقراء".
كما تظهر على الواجهة، خصوصًا قرب البرجين الجانبيين، تماثيل نصفيّة لبعض الفاتحين الإسبان في عهد الإمبراطورية، مثل هيرنان كورتيس، وماجلان، وبالبوا.
ومن الطرائف أن بالاثيوس، وهو من إقليم غاليسيا، قام بنحت شعار غاليسيا (الكأس والصلبان السبع) في وسط شعار إسبانيا الذي يعلو الواجهة عند القوس، ويقال إن هذا الاقتراح جاء من فالنتين باز-أندريدي أثناء زيارة لورشته، حسب رواية ابنه ألفونسو.
الردهة المركزية الكبرى: 
تُعد هذه المساحة الداخلية (الردهة المركزية أو البهو المركزي) التي يُدخل إليها من المدخل الرئيسي المطل على ساحة سيبيليس سمة ثابتة في الأعمال اللاحقة لأنطونيو بالاثيوس (كما هو الحال في بنك ريو دي لا بلاتا ومستشفى العمال). يتم الدخول إلى الردهة من خلال باب دوار من الزجاج والفولاذ المقاوم للصدأ ضمن إطارات وأبواب داخلية على هيئة "فرايليروس". وقد تم تركيبها في عام 2019 لاستعادة الطابع الجمالي الأصلي لتصميم المعماريين أنطونيو بالاثيوس وخواكين أوتامندي في أوائل القرن العشرين. تُعد هذه القاعة هي الأهم في المبنى، ليس فقط بسبب أبعادها الكبيرة، بل لموقعها المركزي كذلك. يتخذ البهو شكل حرف T مقلوب، ويشبه في مظهره الكنائس. وكان كل جناح منها يؤدي وظيفة مختلفة: على اليمين خدمات البريد، في الأمام خدمات التلغراف، وعلى اليسار خدمات الهاتف. يظهر الطراز النيوبلاترسي في داخل "الردهة الكبرى"، حيث يمكن رؤية العديد من المعارض التي تتكوّن من أقواس نصف دائرية وأعمدة ملتصقة بالجدران، وهو حل معماري كان يُستخدم بكثرة في القصور البلاترسكية القشتالية.
ممر ألاركون: 
يشمل التصميم الأصلي لكلٍ من أنطونيو بالاثيوس وخواكين أوتامندي تغطية ممر ألاركون وإلغاء حركة المرور فيه. كان هذا الممر يفصل مبنى الإدارة العامة عن باقي المبنى. يبلغ طوله حوالي 130 مترًا وعرضه 15 مترًا، ويربط بين شارعي "ألكالا" و"مونتالبان". وكان يُعرف شعبيًا في زمن تشغيله باسم "شارع البريد". ينتهي كلا المخرجين بأقواس خاصة على شكل ممرات سفلية. وبالقرب من شارع مونتالبان، يوجد فناء بمساحة 600 متر مربع مخصص لسيارات نقل البريد، ويُعرف باسم "رصيف الشاحنات".
ترتفع قبة زجاجية كبيرة لتغطي المكان، ويبلغ وزنها حوالي 500 طن، وتُعرف باسم "معرض الزجاج"، وتتكون من شبكة مثلثية الشكل. تغطي هذه القبة غير المنتظمة الزوار بما يقارب 2500 متر مربع من الزجاج. وقد قامت الشركة الألمانية "شلايش بيرجرمان وشركاؤه" بتنفيذ هذا الغطاء الزجاجي خلال الفترة ما بين 2008 و2009. تمتد هذه القبة الزجاجية فوق "ممر ألاركون" و"فناء السيارات" القديم.
ظهر القصر، بعد تشييده في القرن العشرين، في العديد من البطاقات البريدية والتذكارات السياحية الخاصة بمدينة مدريد. ويُعد المشهد الذي يجمع بين عمارته المهيبة وتمثال "سيبيليس" في الساحة من السمات المميزة للصور النمطية للمدينة. وقد أُطلق عليه شعبيًا وبشكل ساخر اسم "سيدة الاتصالات"، نظرًا لتصميمه الخارجي الشبيه بالكاتدرائية، ولكن هذا اللقب توقف عن الاستخدام بعد الحرب الأهلية الإسبانية. كما ظهر قصر الاتصالات كرمز للحداثة في مجال الاتصال البريدي ضمن النشرات الإخبارية المعروفة باسم NO-DO، وذلك في عامي 1944 و1970.
ويُعد المبنى رمزًا دائم الظهور في الطوابع البريدية ضمن السلاسل التذكارية للبريد الإسباني. وفي عام 1978، اشتهر حرفي يُدعى "فرانثيسكو لويس مالدونادو" بنسخة مصغّرة من القصر صُنعت يدويًا باستخدام أعواد الخشب. كما ظهر في عام 1956 ضمن مشاهد من فيلم إسباني بالأبيض والأسود بعنوان Manolo, guardia urbano، حين كان الشرطي "مانولو مارتينيث" (الذي يؤدي دوره مانولو موران) يدير حركة المرور في ساحة سيبيليس، بينما تظهر خلفه واجهة القصر البيضاء. وبما أن شارع "ألكالا" يُعد امتدادًا لطريق "غران فيا"، كثيرًا ما تكون ساحة القصر مركزًا للاحتفالات، والتظاهرات، والإعلانات العامة، كما حدث خلال إعلان الجمهورية الإسبانية الثانية.
ومع تحوّل المبنى إلى مقر بلدية مدريد في بدايات القرن الحادي والعشرين، أصبح له دور بارز في فعاليات المدينة. حيث يتم تزيين واجهته البيضاء بالإضاءة في المناسبات المختلفة في مدريد ومجتمعها المستقل، مثل: ليلة بيضاء، احتفالات فخر المثليين، أعياد الميلاد، واستعراض المجوس في رأس السنة. كما يُقام داخل القصر فعاليات موسمية مثل معرض المهد التقليدي، حلبة التزلج على الجليد في الشتاء، وسينما الهواء الطلق في الصيف.
وأخيرًا، يمكن للزوار الصعود إلى منصة المراقبة في البرج المركزي بالطابق السابع، بالإضافة إلى التمتع بإطلالات بانورامية على المدينة من الشرفة المتصلة بالمطعم الموجود في الطابق السادس.